# Ronny Emborg
Ronny Emborg (født 29. december 1982) er en dansk gourmetkok.
Han er uddannet på Molskroen fra 2000-2004. Umiddelbart efter blev han kok på Kongeskibet Dannebrog. Derefter blev han souschef på Hotel d'Angleterre. Han blev valgt som assistent til verdensmesterskabet for kokke, Bocuse d'Or, og vandt en bronzemedalje i 2005 og blev fast mand på landsholdet.
I 2007 blev han årets kok i Danmark, mens han var souschef på Restaurant Geranium. 
Ronny Emborg arbejdede et år i Spanien på Hacienda Benazuza el Bulli Hotel, Mugartiz og El Bulli.
I juni 2009 blev han øverste chef på Restaurant AOC, hvor han indførte sit sensoriske køkken. Guide Michelin tildelte restauranten dens første stjerne kort efter. Han blev også souschef på Thomas Hermans restaurant Herman.
Ronny Emborg arbejder også ude i verden som gæstekok, holder foredrag og viser eksempler på sin sensoriske køkkenkunst. Han blev køkkenchef for Hotel d'Angleterres restaurant Marchal i 2013, hvor han var indtil 2015. Emborg er i dag bosat og arbejder i New York.

## Hæder
- Bronze Bocuse d'Or 2005
- Årets kok i Danmark i 2007